# Panora
Panora és una població dels Estats Units a l'estat d'Iowa. Segons el cens del 2000 tenia 1.175 habitants.

## Demografia
Segons el cens del 2000, Panora tenia 1.175 habitants, 470 habitatges, i 287 famílies. La densitat de població era de 252 habitants/km².
Dels 470 habitatges en un 29,4% hi vivien nens de menys de 18 anys, en un 49,1% hi vivien parelles casades, en un 8,5% dones solteres, i en un 38,9% no eren unitats familiars. En el 33,8% dels habitatges hi vivien persones soles el 19,1% de les quals corresponia a persones de 65 anys o més que vivien soles. El nombre mitjà de persones vivint en cada habitatge era de 2,32 i el nombre mitjà de persones que vivien en cada família era de 2,97.
Per edats la població es repartia de la següent manera: un 24,5% tenia menys de 18 anys, un 7,4% entre 18 i 24, un 24,5% entre 25 i 44, un 19,7% de 45 a 60 i un 23,9% 65 anys o més.
L'edat mediana era de 40 anys. Per cada 100 dones de 18 o més anys hi havia 86,7 homes.
La renda mediana per habitatge era de 35.000 $ i la renda mediana per família de 41.583 $. Els homes tenien una renda mediana de 28.558 $ mentre que les dones 22.692 $. La renda per capita de la població era de 15.510 $. Entorn del 4,8% de les famílies i el 10% de la població estaven per davall del llindar de pobresa.

## Poblacions més properes
El següent diagrama mostra les poblacions més properes.